# Miniature Railway der Exposition internationale du Nord de la France
| Miniature Railway in Roubaix Exposition internationale du Nord de la France, 1911                                                                                  | Miniature Railway in Roubaix Exposition internationale du Nord de la France, 1911 |
| --- | --------------------------------------------------------------------------------- |
| Die Miniature Railway der Exposition internationale du Nord de la France in Roubaix, 1911 Die Miniature Railway der Exposition internationale du Nord de la France |                                                                                   |
| Spurweite: | 381 mm (Liliputbahn)                                                              |
| |                                                                                   |

Die Miniature Railway der Exposition internationale du Nord de la France in Roubaix war eine 1911 mit einer Dampflokomotive betriebene Parkeisenbahn mit einer Spurweite von 381 mm (15 Zoll).

## Geschichte
Die Internationale Ausstellung von Nordfrankreich fand vom 30. April bis zum 6. November 1911 in Roubaix statt. Zwei Jahre vor der Ausstellung beschloss der Stadtrat von Roubaix unter der Leitung von Eugène Motte am 19. März 1909, dass die Gemeinde an einer internationalen Veranstaltung teilnehmen sollte. Diese Veranstaltung, die im Barbieux-Park und dessen Umgebung stattfand, sollte die Vormachtstellung der Stadt Roubaix auf dem Gebiet der Textilherstellung demonstrieren und zeigen, dass „Kapital“ und „Arbeit“ koexistieren können. Sie fand am Höhepunkt der wirtschaftlichen Entwicklung von Roubaix statt, das einige Jahre später durch den Ersten Weltkrieg völlig ruiniert wurde.
Die Veranstalter wandten sich an die Stammgäste von großen Ausstellungen, insbesondere Industriefirmen und Handelskammern aus den Kolonien und dem europäischen und weltweiten Ausland. Sechs Länder waren offiziell vertreten: Italien, Argentinien, Belgien, die Niederlande, Australien und Neuseeland. Auf dem Gelände befanden sich verschiedene Pavillons z. B. der Kolonien, der neuen Berufe und Techniken, der Nationen, aber auch jene des Roten Kreuzes. Zahlreiche Attraktionen sollten Besucher anlocken und verführen: ein französisches Restaurant, ein flämisches Dorf, ein senegalesisches Dorf, ein Luna Park genannter Vergnügungspark, ein Casino, eine Ausstellung moderner Kunst, ein Stadion, bis hin zu einem kleinen Flugplatz auf nahe gelegenem Land.
Der Zugang zur Ausstellung erfolgte durch ein monumentales Portal am Ende des Boulevard de Paris (heute Boulevard De Gaulle). Insgesamt waren 3300–3500 Aussteller auf der Messe vertreten. Die Veranstaltung zog laut unterschiedlichen Berichten zwischen 800.000 und 1.700.000 Besucher aus ganz Frankreich, aber auch aus dem benachbarten Belgien und Großbritannien an.

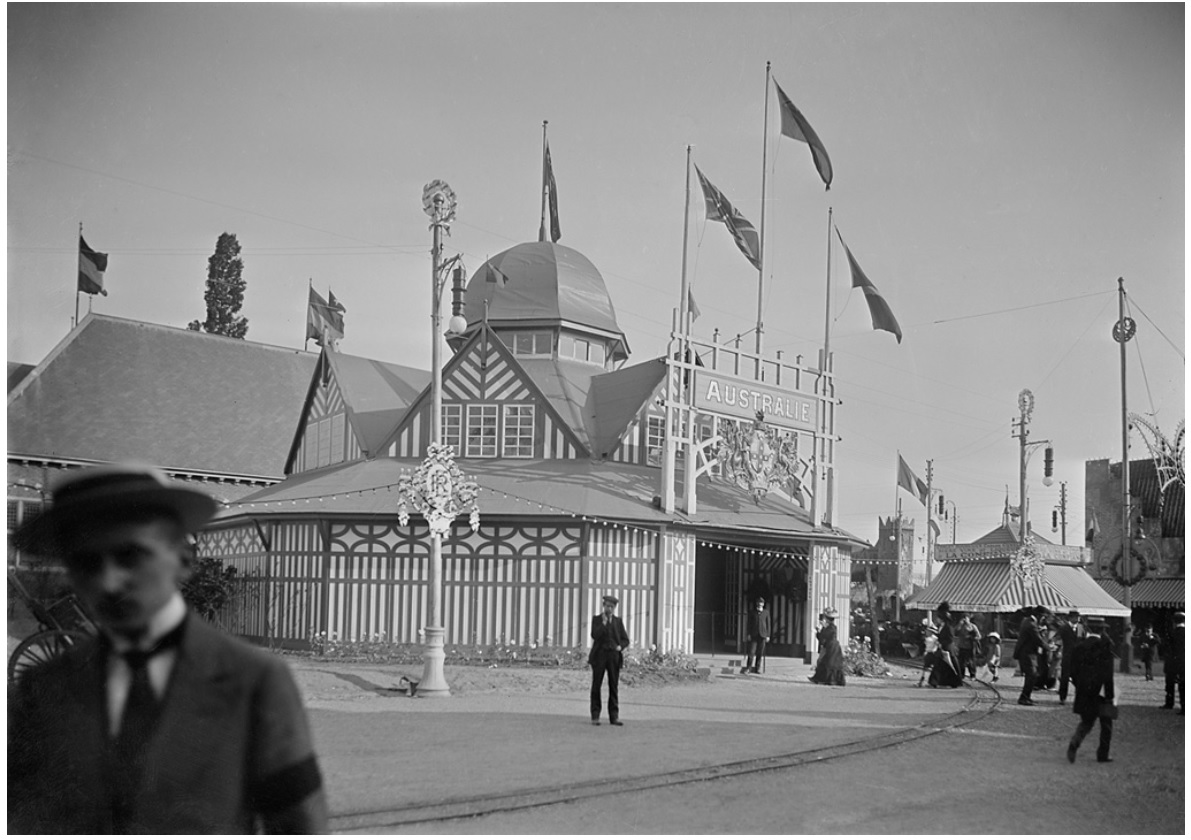
Gleise am Australischen Pavillon
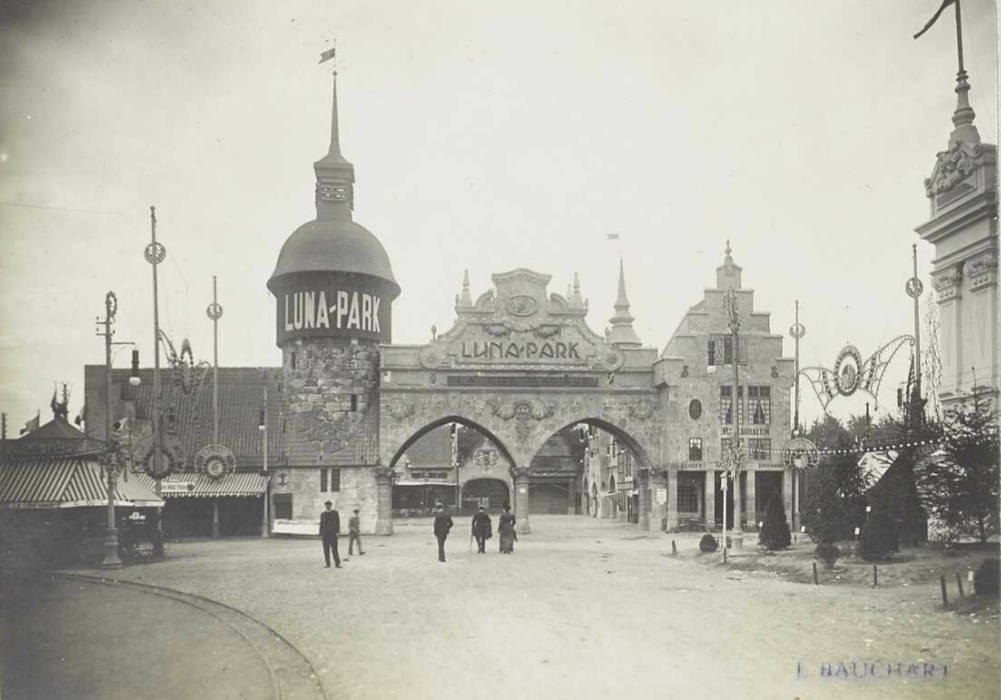
Gleise am Portal des Luna-Park

## Streckenverlauf
Die Schmalspurbahn verlief entlang der Avenue Le Nôtre und der Avenue Jussieu.

## Lokomotive
Bei der Lokomotive handelte es sich wohl um eine vom Hersteller auch in Köln, Breslau und Budapest eingesetzte Liliput-Lokomotive der von Wenman Joseph Bassett-Lowke gegründeten Firma Miniature Railways of Great Britain Ltd in Northampton. Sie war eine Atlantic-Schlepptender-Dampflokomotiven mit der Achsfolge 2’B1’, also mit einem vorauslaufenden Drehgestell, zwei Kuppelachsen und einer Laufachse, die beweglich im Rahmen gelagert war.

## Scénic Railway
Die Scénic Railway war eine hölzerne Achterbahn im Lunapark (Parc de Attractions) auf der gleichen Ausstellung.

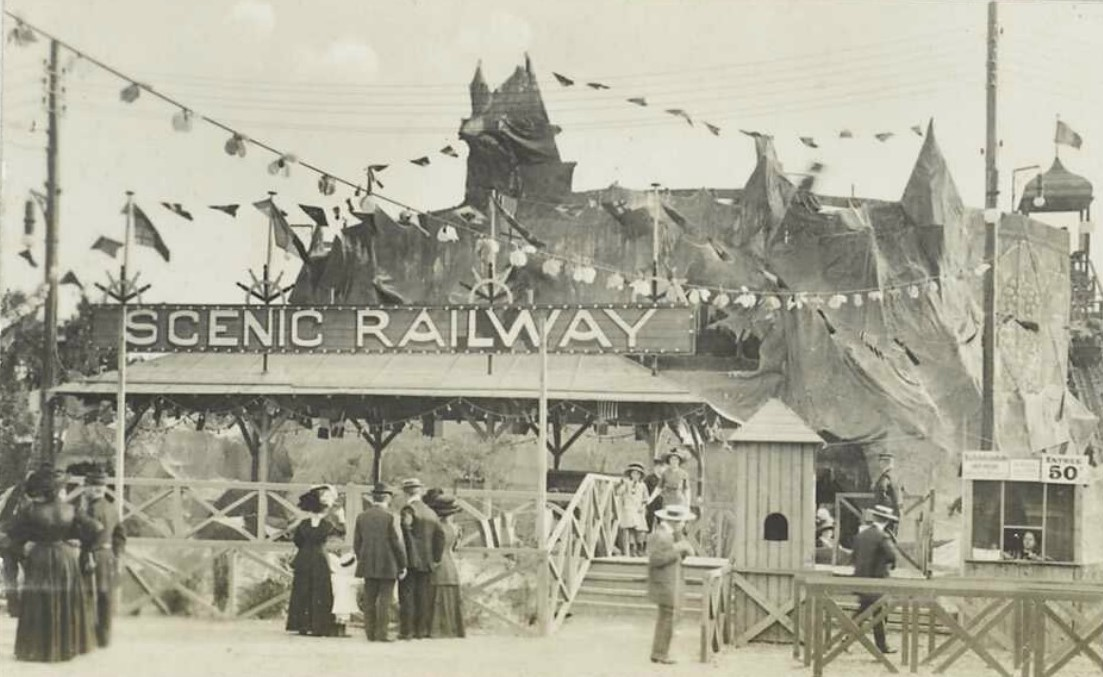
Die Scénic Railway im Lunapark von Roubaix
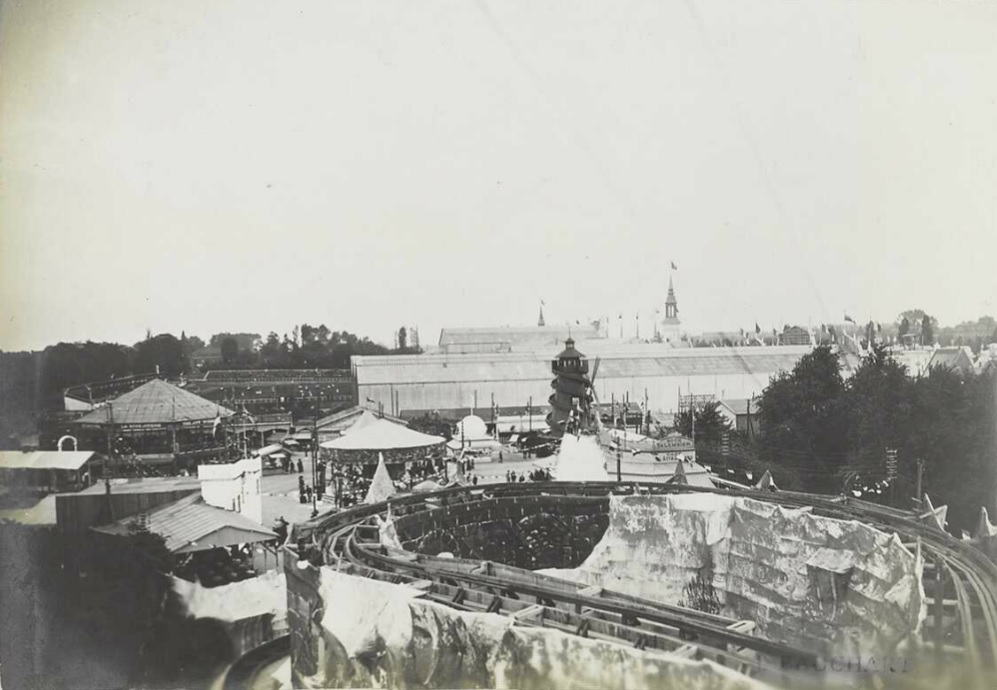
Die Scénic Railway von oben, 1911